# Kempa
Pour les articles homonymes, voir Kempa (homonymie).
Kempa est une marque sportive lancée en mai 2002 par Bernhard Kempa, « Monsieur Handball » en Allemagne. 
Cette marque propose une gamme de produits dédiés au handball allant des ballons aux vêtements en passant par les chaussures, développées en association avec Michelin depuis 2010.
La marque est aujourd'hui détenue par l'entreprise allemande Uhlsport.

## Équipementier officiel

### Club

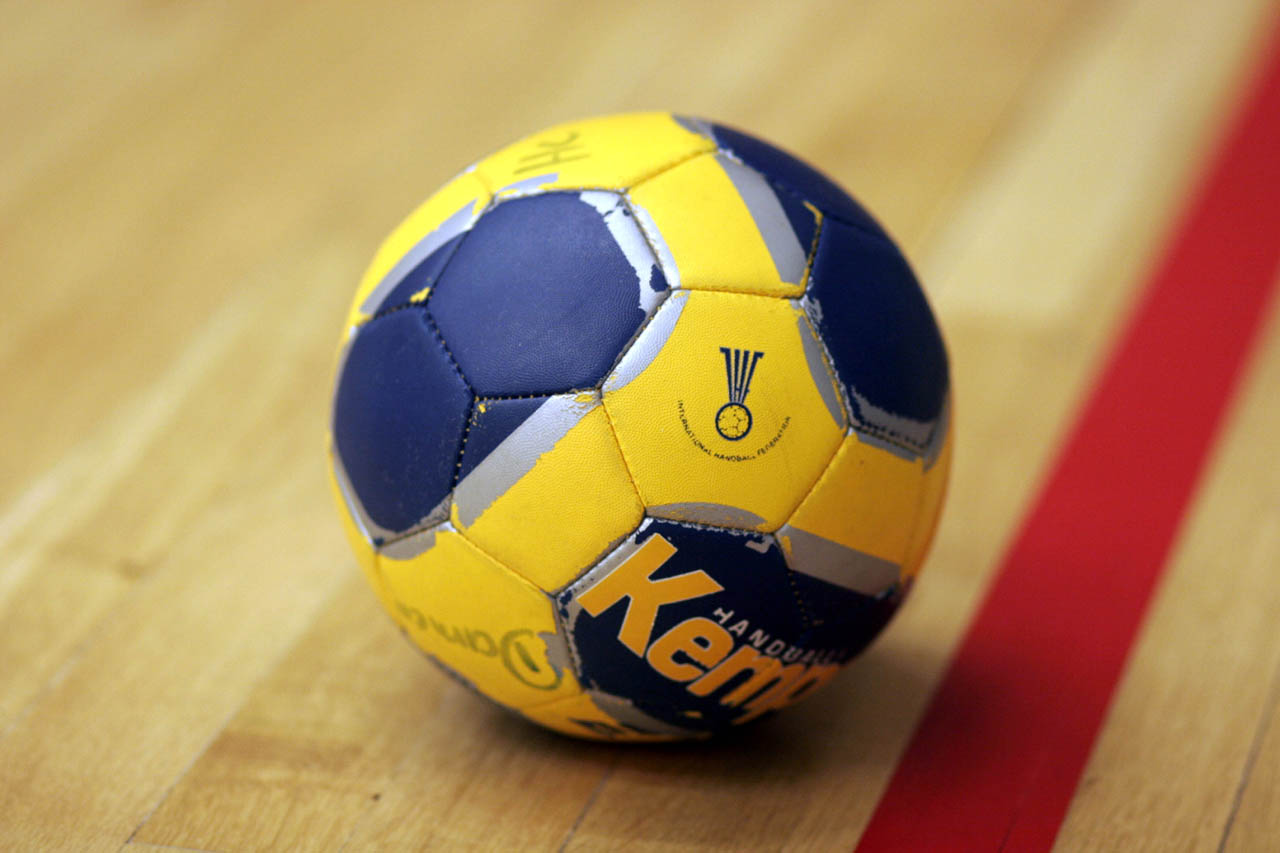
Exemple de ballon de handball proposé par Kempa

#### Féminin
Actuellement
- Bourg-de-Péage Drôme Handball (2017/08 –)[1]
- Handball Club Celles-sur-Belle (2016/09 – 2025)[2]
- Metz Handball (2011/07 –)
- Palente Besançon HB (2016/09 min –)[3]
- HB Clermont Auvergne Métropole 63 (2018/09 min –)[4]

Anciennement
- JDA Dijon Handball (2014/06 – 2015/09)[5]
- Nantes Atlantique Handball (2014/09 – 2020/07)[6],[7],[8]
- Toulon Métropole Var Handball (2007 min. – 2010/09)[9],[10]
- Bouillargues HB Nîmes Métropole (2014/09 min. – 2022/07)[11]
- Le Havre AC Handball (2018/09 min [12]–  2021/06)[12],[13]
- Stella Saint-Maur Handball (2018/09 min – 2021/06) [12],[13]
- ASUL Vaulx-en-Velin (2015/09 – ?)

#### Masculin
Actuellement
- Cesson Rennes Métropole Handball
- Istres Provence Handball
- Pays d'Aix Université Club Handball

Anciennement
- Sarrebourg Moselle-Sud Handball (2019/09 – 2022/09)